# Falanga

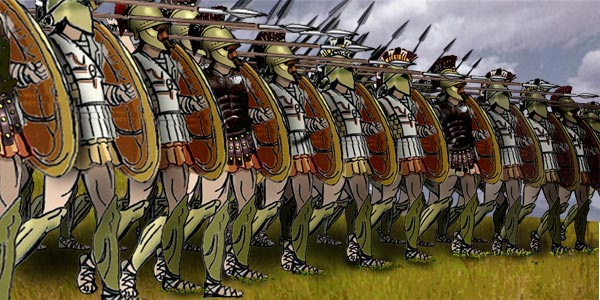
Współczesna rekonstrukcja falangi hoplitów

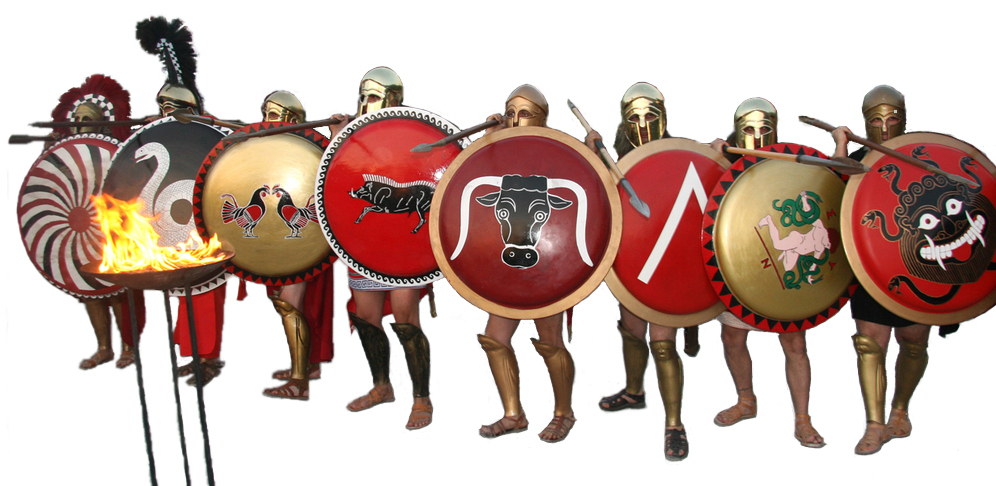
Falanga hoplitów – widok z przodu

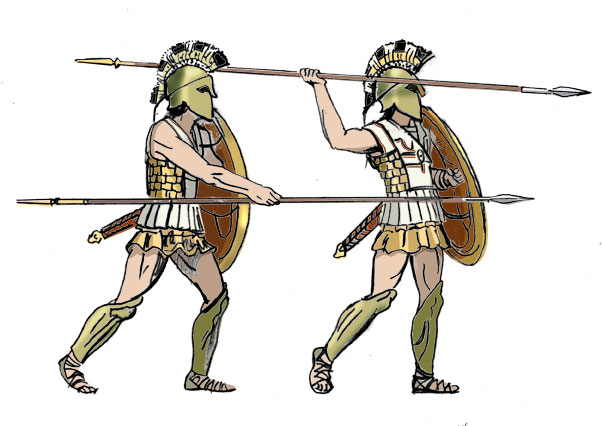
Dwaj hoplici w szyku – widok z boku

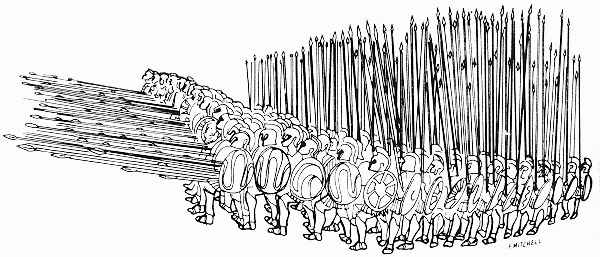
Wyposażona w sarisy falanga macedońska

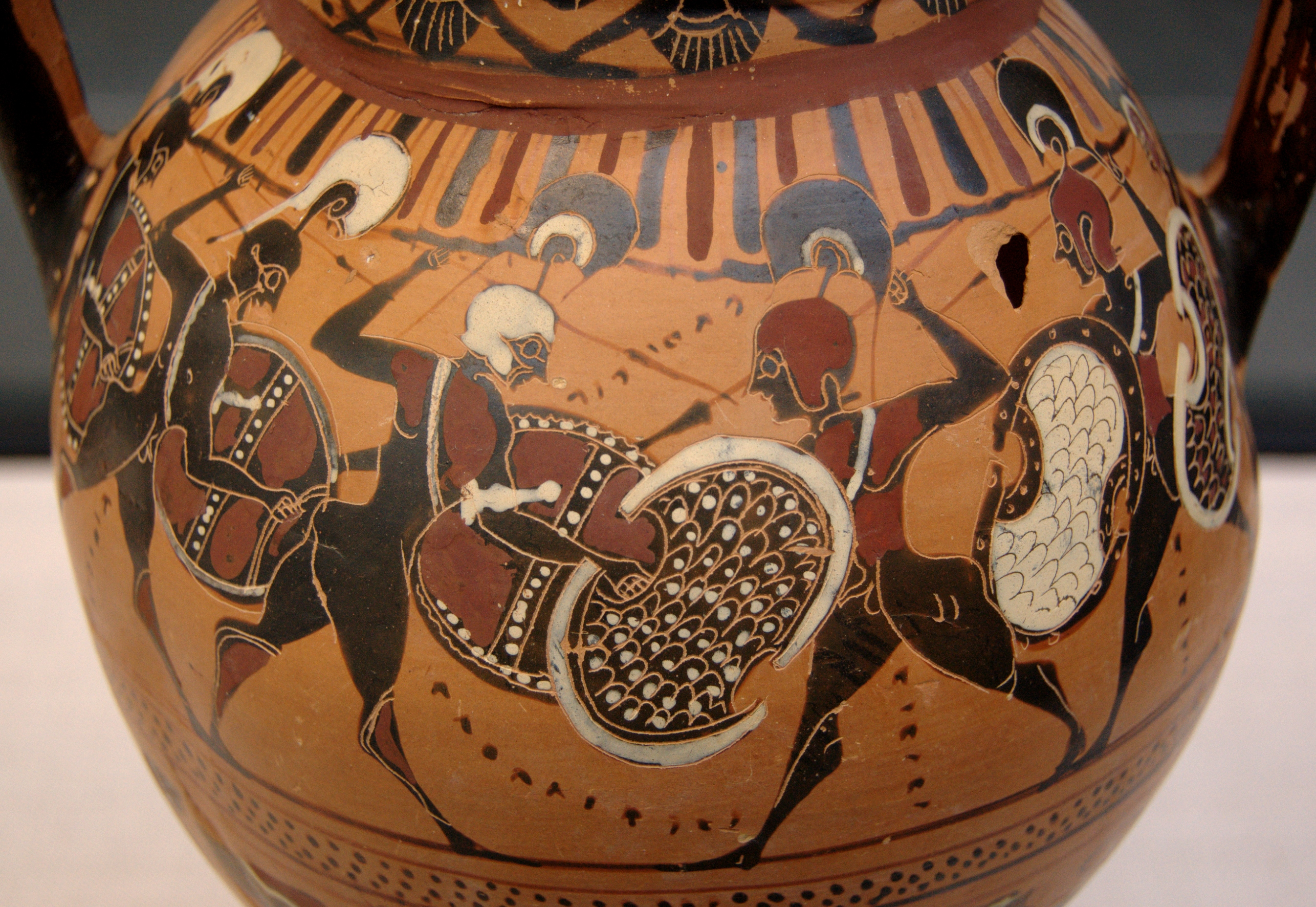
Wyobrażenie falangi na greckiej amforze

Falanga (stgr. φάλαγξ phalanks, dopełniacz φάλαγγος phalangos) – zwarty liniowy szyk bojowy piechoty greckiej, a potem macedońskiej i hellenistycznej. 
Znany już na Wschodzie w III tysiącleciu p.n.e. (Sumerowie), w państwach Grecji przyjął się w VII wieku p.n.e. dla formacji hoplitów. 

## Falanga grecka
Tworzyli ją hoplici ustawieni w 8–16 szeregach jeden za drugim. Gdy zginął hoplita z pierwszego szeregu, na jego miejsce wchodził żołnierz z drugiego. Falanga najczęściej przystępowała do bitwy w szyku zamkniętym (συνασπισμός), gdzie każdy z hoplitów osłaniał lewą połową swej tarczy (hoplonem) swojego towarzysza. Podczas starcia walczyły jedynie dwa pierwsze szeregi, pozostali zaś nadawali impet natarciu, napierając na swych poprzedników i uniemożliwiając im odwrót.
Falangę grecką udoskonalił tebański wojskowy i polityk Epaminondas, który wprowadził tzw. szyk ukośny. Przeniósł punkt ciężkości z prawego skrzydła i środka falangi na lewe skrzydło, a liczbę szeregów hoplitów zwiększył do 50. Po raz pierwszy zastosowano ten szyk w bitwie pod Leuktrami w 371 p.n.e. stoczonej pomiędzy wojskami Epaminondasa i armią spartańską dowodzoną przez króla Kleombrotosa. Dzięki skuteczności szyku ukośnego starcie zakończyło się zwycięstwem Epaminondasa.

## Falanga macedońska
Powstała w wyniku reform armii macedońskiej przeprowadzonych przez Filipa II. Używała ponad sześciometrowych włóczni zwanych sarisami, dłuższych niż Grecy i dzięki temu miała nad nimi przewagę zasięgu. Sarisy składały się z dwóch części, które były łączone ze sobą tuż przed bitwą. Choć mało użyteczne w bezpośredniej walce, ich długość zapewniała utrzymanie przeciwnika na dystans. Dodatkowe uzbrojenie stanowiły krótkie miecze (xiphos). Miejsce ciężkich tarcz (hoplonów) używanych przez greckich hoplitów zajęła mniejsza i lżejsza tarcza (telamon) zawieszana na szyi.
Falanga macedońska była podzielona na syntagmy składające się z 16 rzędów o głębokości 16 szeregów falangitów (w sumie 256 żołnierzy). Pierwsze cztery lub pięć szeregów trzymało sarisy poziomo, tworząc zaporę z grotów. Pozostałe szeregi trzymały sarisy pod kątem 45°, by w razie ostrzału pociski traciły impet odbijając się od włóczni – dla zwiększenia skuteczności tej osłony falangici poruszali nimi na boki. Doskonałe wyszkolenie i taktyczny podział na sprawne, ruchliwe syntagmy umożliwiały macedońskiej piechocie dokonywanie skomplikowanych manewrów (np. zwrotu o 90 lub 180 stopni), bez obawy rozerwania szyku.
Skuteczność falangi zależała od poziomu wyszkolenia żołnierzy. Tworzyli oni długą (niekiedy na kilka kilometrów) linię frontu. Bitwy z użyciem falangi starano się staczać na terenie możliwie płaskim, gdyż na terenie pofałdowanym istniało niebezpieczeństwo rozerwania szyku, co groziło klęską. Falanga złożona ze słabo wyszkolonych, niedoświadczonych żołnierzy miała bardzo ograniczone zdolności manewrowe. By zapobiec oskrzydleniu falangi, na jej flankach ustawiano lekką piechotę uzbrojoną w kilka oszczepów, sztylet (nóż) oraz niewielką krągłą tarczę.
Organizacyjnie falanga macedońska dzieliła się na następujące jednostki taktyczne:
- taksis τάξις (lm. takseis τάξεις), licząca około 1500 żołnierzy i tworzona według terytorialnej przynależności rekrutów (w wojskach Aleksandra Wielkiego przed samym wyruszeniem na wschód falanga składała się z 8 takseis);
- lochos λόχος licząca 240–256 żołnierzy;
- dekas δέκας licząca 10 żołnierzy, a od czasów Aleksandra 16.

Przy istotnej redukcji uzbrojenia ochronnego w porównaniu z hoplitą greckim, uzbrojenie defensywne macedońskiego falangity składało się ze znacznie mniejszej (średn. ok. 60 cm) tarczy (telamon) zawieszanej na szyi za pomocą pasa, pancerza lnianego wzmacnianego czasem łuskami (linothorax) i lżejszego, mniejszego hełmu. Zmniejszone tarcze pozwalały falangitom macedońskim na większą swobodę w manewrowaniu długą (5,5 m) sarisą trzymaną oburącz. Słabsze uzbrojenie defensywne czyniło falangę macedońską bardziej podatną na ataki łuczników, oszczepników i procarzy.

## Kres falangi
Na zaniechanie w stosowaniu falangi decydująco wpłynęły starcia z rzymskimi legionami, walczącymi w elastyczniejszym i ruchliwszym szyku manipularnym. Klęski armii hellenistycznych pod Kynoskefalaj (197 rok p.n.e.), Magnezją (190 rok p.n.e.) i Pydną (168 rok p.n.e.) zakończyły wielowiekowe dominowanie falangi na polach bitew świata starożytnego.
Mimo to falanga nie zniknęła całkowicie z historii wojen aż do XVI wieku – stosowali ją Anglosasi, wikingowie, Normanowie oraz piechota państw muzułmańskich, np. Ajjubidów czy Timurydów (w tej nadal stosowano sarisy).  

## Inne znaczenia
W anatomii kości palców, czyli tak zwane paliczki, noszą łacińską nazwę phalanx (liczba mnoga phalanges), czyli falanga. Nazwa ta pierwotnie została użyta przez Arystotelesa, któremu układ paliczków w trzy rzędy skojarzył się z ustawieniem hoplitów w falandze.